# 四塊厝 (臺中市后里區)
四塊厝，是臺灣臺中市后里區的一個傳統地域名稱，位於該區西南部。相較於今日行政區，其範圍大致包括聯合里、太平里、舊社里西南端凸出部分，以及外埔區三崁里南半葉東南端。

## 歷史
台灣清治末期，四塊厝地區為一街庄，稱為「四塊厝庄」，隸屬於苗栗三堡。該庄西北邊及北邊西段與磁磘庄為鄰，北邊東段及東北邊與月眉庄為鄰，東邊一小段與中和庄為界，東南邊及南邊為舊社庄，西南邊隔大甲溪主流及沙洲地與新庄仔庄、楊厝藔庄為界。
1901年（日明治三十四年）11月，全台廢縣廳改設二十廳，該庄隸屬於苗栗廳。1903年（明治三十六年）6月，該庄編入「內埔區」，仍隸屬於苗栗廳。1909年（明治四十二年）10月，全台二十廳合併為十二廳，苗栗廳廢止，內埔區改隸屬於臺中廳。1920年（大正九年），全台地方制度大改正，該庄改制為「四塊厝」大字，隸屬於臺中州豐原郡內埔庄。
戰後內埔庄改制為內埔鄉，隸屬於臺中縣，大字亦改制為村。1950年10月，中、彰、投分治，外埔鄉隸屬不變。1955年，因與屏東縣內埔鄉同名，改名為「后里鄉」。2010年12月，隨著臺中縣、市合併為直轄臺中市，后里鄉改制為后里區，村亦改制為里。

## 聚落
本地區發展較早的聚落為十三張犁，在日治期初期的官方地圖上已有記載。此外，本地區尚有四塊厝、無尾坑、抒情田園、太平小鎮、五哩、公館、下公館、口庄、拔子湖、崁子腳等聚落。

## 交通
區道中34線（四月路）是口莊至月眉的道路，大致以西北西—東南東轉西南西—東北東走向蜿蜒經過本地區北部。由該道路向西北西轉北可前磁磘的三崁並止於市道132號路口，向東北東可前往月眉地區南部月眉國小西側的市道132號另一路口。
區道中36線（三線路）是六分至內埔的道路，大致以北向南由本地區北部入境後，轉東南沿邊界蜿蜒而行至本地區極東點出境為止。由該道路向北可前往月眉地區西部忠明社區並止於市道132號路口，向東南可前往舊社與中和、墩子腳的邊界地帶，至舊社路路口轉東北可前往墩子腳中部偏西南的七星國小旁並止於區道中38線路口。

## 學校
- 育英國小